# Cunevo
Cunevo är en ort och frazione i kommunen Contà i provinsen Trento i regionen Trentino-Sydtyrolen i Italien. 
Cunevo upphörde som kommun den 1 januari 2016 och bildade med den tidigare kommunerna Flavon och Terres den nya kommunen Contà. Den tidigare kommunen hade 602 invånare (2015).